# Strømmen IF
Strømmen Idrettsforening ist ein norwegischer Fußballverein aus Strømmen in der Provinz Akershus.

## Geschichte
Strømmen IF geht auf den 1911 gegründeten Strømmen Fotballklubb zurück, der 1945 mit Strømmen Idrettslag fusionierte und daraufhin den neuen Namen annahm.
Strømmen IF gewann 1949 seine Zweitligastaffel und setzte sich in der Aufstiegsrunde durch. In der Hovedserie spielte die Mannschaft anfangs meist gegen den Abstieg. In der Spielzeit 1953/54 belegte der Verein in seiner Erstligastaffel den zweiten Rang hinter Fredrikstad FK, der Einzug ins Meisterschaftsfinale wurde um einen Punkt verpasst. Im Jahr darauf stieg der Klub ab, kehrte aber direkt mit zwölf Siegen in 14 Spielen vor Lyn Oslo wieder zurück. Wie in der Spielzeit vor dem Abstieg gelang der zweite Platz in der höchsten Spielklasse des Landes, begleitet vom Einzug ins Halbfinale des Landespokals. Dieses Mal hielt sich der Klub bis zum erneuten Abstieg 1961 in der Liga.
Strømmen IF wurde nach dem Abstieg Opfer einer Ligareform und wurde als Tabellenvierter in die dritte Liga durchgereicht. Dem sofortigen Wiederaufstieg folgte direkt der erneute Abstieg. Anschließend etablierte sich der Klub in der dritten Spielklasse, ehe er 1971 in die vierte Liga abstieg.
1975 kehrte Strømmen IF in die dritte Liga zurück, zwei Jahre später war er wieder zweitklassig. Nach dem direkten Wiederabstieg spielte der Klub bis zum erneuten Aufstieg 1981 in der dritten Liga. Nach mehreren Spielzeiten im mittleren Tabellenbereich der zweiten Liga stieg die Mannschaft 1985 in die erste Liga auf.
Nach fünf Niederlagen in Serie erzielte Strømmen IF erst beim 4:1-Auswärtserfolg bei Molde FK seinen ersten Saisonsieg in der Spielzeit 1986. Trotz eines weiteren Saisonsieges gegen Kongsvinger IL blieb der Klub bis zum Saisonende auf einem Abstiegsplatz, stieg aber im Folgejahr als Zweitliga-Staffelsieger direkt wieder auf. Mit nur fünf Saisonsiegen beendete der Klub erneut die Spielzeit auf einem Abstiegsplatz.
1992 qualifizierte sich Strømmen IF für die Aufstiegsrunde zur Tippeliga, hinter Hamarkameratene und Drøbak/Frogn IL verpasste die Mannschaft jedoch den Wiederaufstieg. In der folgenden Spielzeit stieg der Klub erneut in die dritte Liga, 1998 gar in die vierte Liga ab. 2007 kehrte der Klub in die Drittklassigkeit zurück. Spielte der Klub dort zunächst gegen den Abstieg, gewann die Mannschaft 2009 ihre Drittligastaffel und stieg in die zweitklassige Adeccoliga auf. Dort hat sie sich seither etabliert und erreichte regelmäßig Plätze im (unteren) Mittelfeld.
Nach zwölf Jahren in der zweiten Liga, wurde der Klub 2021 nach nur vier Siegen Tabellenletzter und stieg in die drittklassige PostNord-Liga ab.

## Platzierungen
| Saison | Liga            | Platz | sonstiges |
| ------ | --------------- | ----- | --------- |
| 1980   | 3. Division A   | 6     |           |
| 1981   | 3. Division     | 1     |           |
| 1982   | 2. Division A   | 5     |           |
| 1983   | 2. Division A   | 8     |           |
| 1984   | 2. Division A   | 8     |           |
| 1985   | 2. Division B   | 1     |           |
| 1986   | 1. Division     | 12    |           |
| 1987   | 2. Division B   | 1     |           |
| 1988   | 1. Division     | 11    |           |
| 1989   | 2. Division B   | 7     |           |
| 1990   | 2. Division A   | 4     |           |
| 1991   | 1. Division A   | 7     |           |
| 1992   | 1. Division B   | 2     |           |
| 1993   | 1. Division 1   | 12    |           |
| 1994   | 2. Division     | 4     |           |
| 1995   | 2. Division 1   | 5     |           |
| 1996   | 2. Division 3   | 3     |           |
| 1997   | 2. Division     | 8     |           |
| 1998   | 2. Division     | 10    |           |
| 1999   | 3. Division 1   | 1     |           |
| 2000   | 2. Division 1   | 8     |           |
| 2001   | 3. Division 4   | 3     |           |
| 2002   | 3. Division 5   | 3     |           |
| 2003   | 3. Division 5   | 2     |           |
| 2004   | 3. Division 3   | 1     |           |
| 2005   | 3. Division 4   | 2     |           |
| 2006   | 3. Division 4   | 1     |           |
| 2007   | 2. Division 1   | 12    |           |
| 2008   | 2. Division 1   | 11    |           |
| 2009   | Fairplay-Liga 1 | 1     |           |

| Saison | Liga          | Platz | sonstiges |
| ------ | ------------- | ----- | --------- |
| 2010   | Adeccoliga    | 7     |           |
| 2011   | Adeccoliga    | 12    |           |
| 2012   | Adeccoliga    | 11    |           |
| 2013   | Adeccoliga    | 11    |           |
| 2014   | 1. Division   | 10    |           |
| 2015   | OBOS-Liga     | 8     |           |
| 2016   | OBOS-Liga     | 7     |           |
| 2017   | OBOS-Liga     | 11    |           |
| 2018   | OBOS-Liga     | 11    |           |
| 2019   | OBOS-Liga     | 13    |           |
| 2020   | OBOS-Liga     | 10    |           |
| 2021   | OBOS-Liga     | 16    |           |
| 2022   | PostNord-Liga | 6     |           |
| 2023   | PostNord-Liga | 4     |           |
| 2024   | PostNord-Liga | 3     |           |
| 2025   | PostNord-Liga |       |           |

| Spielklasse |
| ----------- |
| 1.          |
| 2.          |
| 3.          |
| 4.          |
| 5.          |
| 6.          |